# Rhipiduridae
Famille
Les Rhipiduridae (terme issu du grec ῥιπίς (rhipís, “éventail”) + οὐρά (ourá, “queue”) sont une famille de passereaux constituée de deux genres qui regroupent 49 espèces de rhipidures, réparties entre Rhipidura, comprenant 48 espèces, et Lamprolia, un genre monotypique plus récent.

## Position systématique
Longtemps considérés comme des muscicapidés, les membres de cette famille ont été intégrés par Sibley dans celle des corvidés (au sens large). Dans la classification de référence (version 2.2, 2009) du Congrès ornithologique international, ils sont considérés comme une famille à part entière.
Diverses études phylogéniques ont montré que Chaetorhynchus papuensis est un parent éloigné de Lamprolia victoriae, et qu'ensemble ils forment une sous-famille dans le clade des Rhipiduridae. En conséquence, le Congrès ornithologique international (classification 4.3, 2014) déplace cette espèce dans la famille des Rhipiduridae.  

## Liste des espèces
D'après la classification de référence (version 14.2, 2024) du Congrès ornithologique international (ordre phylogénique) :
- Rhipidura — Vigors & Horsfield, 1827 (51 espèces)
- Chaetorhynchus — Meyer, 1874 (1 espèce)
- Eutrichomyias — Meyer, 1874 (1 espèce)
- Lamprolia — Finsch, 1874 (2 espèces)